# Hedysarum gmelinii
Hedysarum gmelinii är en ärtväxtart som beskrevs av Carl Friedrich von Ledebour. Hedysarum gmelinii ingår i släktet buskväpplingar, och familjen ärtväxter. Inga underarter finns listade i Catalogue of Life.